# Sint-Ursulakerk (Lanaken)
De Sint-Ursulakerk is een kerk in het Belgisch dorp Lanaken. De kerk is beschermd als monument sinds 1994..

## Architectuur

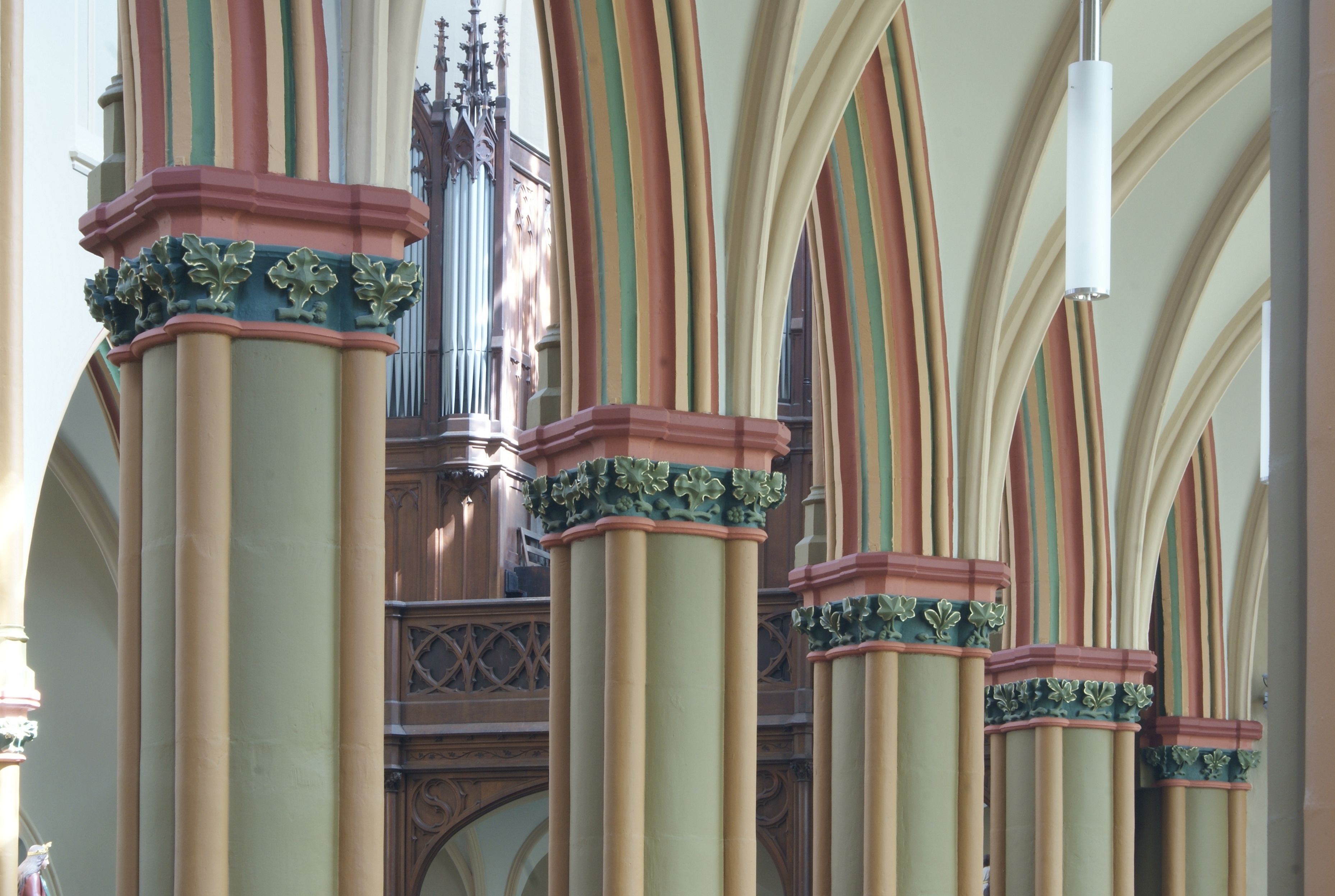
Kapitelen met acanthusbladerwerk

De actuele kerk domineert door haar hoge ligging en indrukwekkende afmetingen het uitzicht van de dorpskern. Ze wordt de ''kathedraal van het Maasland'' genoemd.
Ze is opgetrokken in de neogotische stijl en heeft een twee zijbeuken, een verhoogde middenbeuk en dito koor, alsmede een kruisbeuk naar de plannen van Herman Jaminé (1826-1885) uit Hasselt. Het plafond wordt ondersteund door kruisribgewelven. Acanthusbladerwerk versiert de kapitelen. De voorstaande toren heeft een hoogte van 61 meter. Onder deze toren, net boven het toegangsportaal, bevindt zich een timpaan vervaardigd uit mergelsteen, dat werd gemaakt ten teken van erkentelijkheid aan pastoor Smeyers. Het stelt de toenmalige pastoor voor, die de inspiratie voor de plannen van de kerk ontvangt uit de handen van Sint-Ursula. 

## Geschiedenis
Over de voorlopers van de huidige Sint-Ursulakerk is weinig geweten. Lanaken was vroeg bewoond, wat men kan afleiden uit het aantal gevonden voorwerpen uit het neolithicum, de periode van 8000 tot 4000 vóór Christus, en uit de Romeinse en Merovingische tijd. De plaats Lanaken werd voor het eerst anno 810 in de documenten vermeld als "Ludinaca". Omstreeks 1100 schonk de Duitse keizer een landgoed dat net buiten Lanaken lag, aan de Heren van Pietersheim. Deze Heren richtten een versterking op, en namen de gehuchten Pietersheim, Briegden, Bessemer, Caberg, Smeermaas, de toenmalige kerk van Lanaken en de kerkgoederen in beslag. De eerst bekende schriftuur over de Lanakense kerk dateert van 1106. Het betreft een keizerlijke akte waarin te kennen werd gegeven dat de kerk aan haar oorspronkelijke eigenaar moest worden overgedragen. Deze eigenaar was wellicht de Abdij van Maastricht. Maar de teruggave is niet geschied. 
De familie Van Merode kwam in 1449 in het bezit van de heerlijkheid Pietersheim, als gevolg van een huwelijk. De heer Hendrik I van Merode overleed in oktober 1564. Zijn gebeeldhouwde grafsteen, die eveneens aan zijn echtgenote Françoise van Brederode herinnert, staat nog steeds in de kerk opgesteld.
Omstreeks 1859 werd geijverd voor de bouw van een nieuwe kerk. De toenmalige kerk dateerde van 1740; zij was dus quasi 120 jaar oud. Er werd besloten ze te vervangen door een nieuwe: de huidige Sint-Ursulakerk. Deze werd gebouwd tussen 1860 en 1864 onder impuls van pastoor Smeyers. Uit een gemeenteraadsverslag de dato 9 maart 1859 blijkt dat de gemeente Lanaken de officiële bouwtoelating voor een nieuwe kerk bekwam van de provinciale overheid. De plannen van architect Herman Jaminé werden zowat een jaar later goedgekeurd, op 27 maart 1860. 
Twee en een halve maand nadien, dit wil zeggen op zaterdag 9 juni van datzelfde jaar, begon de eigenlijke sloop van de oude, bouwvallige en te klein geworden kerk. Het leggen van de eerste steen voor de nieuwe, geschiedde in 1860 op de eerste zondag na Pinksteren. De aannemer was de heer Hustinx uit Lanaken, en het dak werd geplaatst door Lanakenaar Willem Rosier, vader van Jan-Willem Rosier die nadien de kruisweg schilderde.
Op vrijdag 21 oktober 1864 werd de kerk ingezegend door Deken Henrotte van Mechelen-aan-de-Maas. De plechtige wijding werd op maandag 16 september 1867 voltrokken.
Omstreeks 1990 was de noodzaak van een renovatie duidelijk. Met de steun van de Vlaamse Gemeenschap, de provincie Limburg, de gemeente alsook de kerkfabriek werd de klus geklaard. Zij was voltooid in het voorjaar van 2011. In aanwezigheid van de bisschop van Hasselt, in casu Monseigneur Patrick Hoogmartens, werd op 30 april de vernieuwde kerk wederom in gebruik genomen.
Sint-Ursula komt als patroonheilige zelden voor in België. Het merendeel van de gevallen is gesitueerd in het gebied nabij de grens met Nederland/Duitsland. Dit heeft vanzelfsprekend te maken met het feit dat de belangrijkste elementen binnen de legende over het martelaarschap van Sint-Ursula van Keulen, zich hoofdzakelijk in Duitsland afspelen.

## Interieur

### Koor

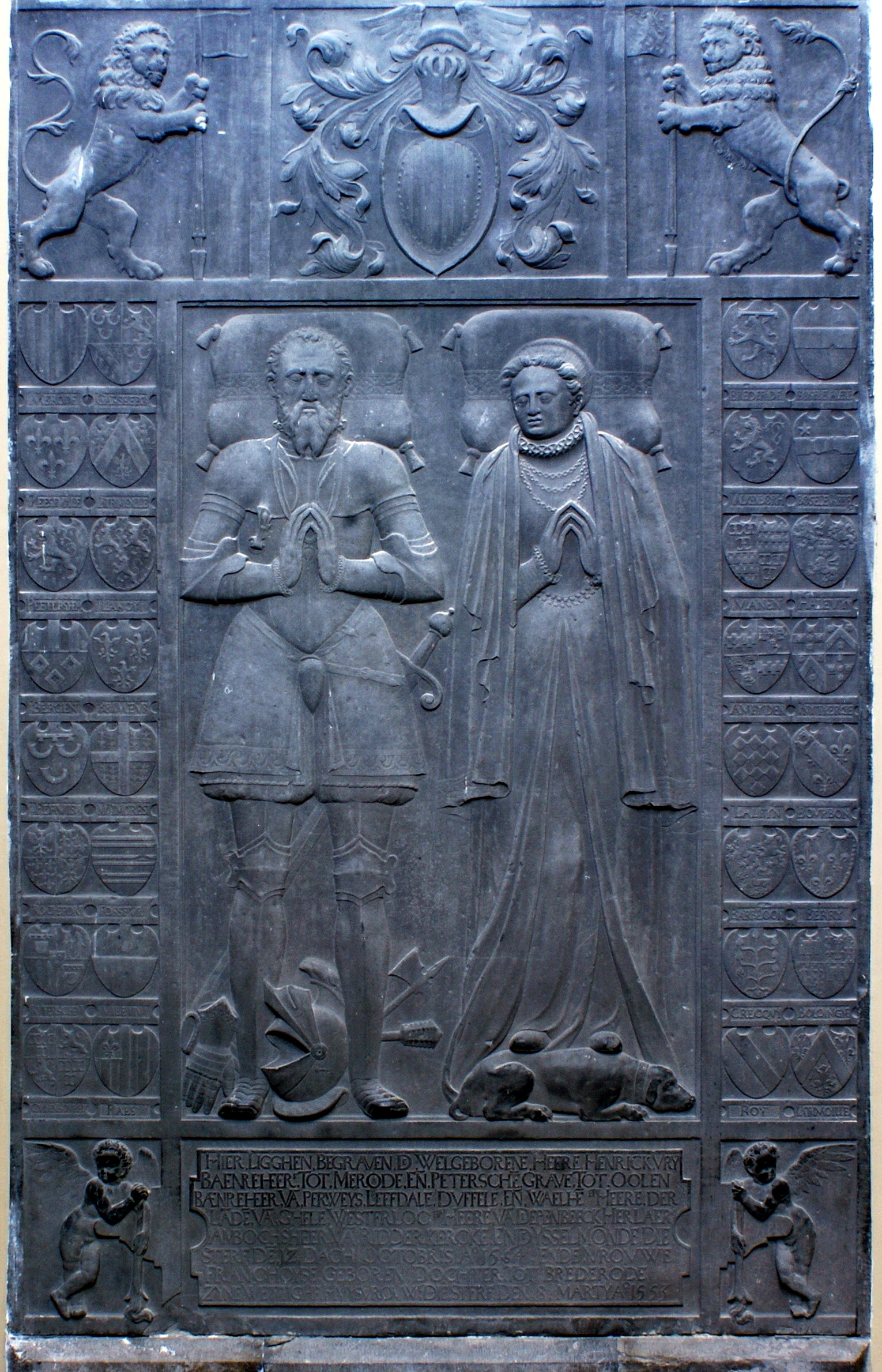
16de-eeuws grafmonument van Hendrik van Merode en Françoise van Brederode

Eén jaar en drie maanden vóór zijn overlijden vereerde Koning Leopold I van België deze kerk met een bezoek. Dit gebeurde ter gelegenheid van de voltooiing van het bouwwerk op dinsdag, 6 september 1864. Ter bestendiging van de herinnering aan zijn bezoek begiftigde hij de kerk met een neogotisch glasraam dat tezamen met twee andere geplaatst werd in de apsis van het koor. Deze drie centrale glasramen werden vervaardigd door de Brusselse werkplaats Capronnier. Het door koning Leopold geschonken raam stelt op een zeer fijne en subtiele wijze de Heilige Josephus en de Heilige Leopoldus voor. Onderaan dit raam herinnert de volgende tekst aan dit hoog bezoek: LEOPOLDUS I BELGARUM REX HANC ECCLESIAM VISITAVIT DIE SEXTA SEPT. 1864.
Koning Leopold I was niet de enige uit de adelstand die het koor begunstigde met een glasraam. De twee andere centrale glasramen werden geschonken door de families de Montaigne en de Merode, beide uit Lanaken. De drie centrale ramen van Capronnier zijn geflankeerd (links en rechts) door twee ramen ontworpen door Jean-François Pluys uit Mechelen.
Het houten gepolychromeerde altaar is toegewijd aan Christus, Sint-Petrus en Sint-Paulus. Het werd vervaardigd omstreeks 1865 door de Truienaar Cornelis Janssen (atelier Janssen-Hoeken).
Het opgehangen kruisbeeld werd in het midden van de 19de eeuw vervaardigd.
Het koor is versierd met muurschilderingen die de vier grote profeten, de vier kerkvaders en de vier evangelisten voorstellen, alsmede Sint-Lambertus en Sint-Maternus. Deze schilderingen zijn omstreeks 1865 gemaakt door de Hasseltse kunstenaar Godfried Guffens die onder meer ook werken verwezenlijkt heeft in de Antwerpse Sint-Joriskerk, evenals in de Onze-Lieve-Vrouw van Bijstandkerk van Sint-Niklaas. 
De lambrisering van het koor dateert van 1905 en is het oeuvre van P. Peeters uit Antwerpen.

### Zijbeuken, transept en zijaltaren
In de zijbeuken treft men de kruisweg aan (1888-1898) die op doek geschilderd werd door de plaatselijke schilder Jan-Willem Rosier voor wie in de kerk een gedenkplaat is opgehangen. De glasramen in de zijbeuken en in het doksaal zijn een heiligenprocessie gemaakt door het bekende atelier Janssen-Stalins uit Antwerpen.
In het rechtertransept treft men tegen een muur de grafsteen aan van Hendrik I van Merode (1505-1564) en zijn echtgenote Francisca van Brederode (†1553).
De zijaltaren zijn gewijd aan Sint-Ursula, Onze-Lieve-Vrouw, Sint-Jozef en Sint-Rochus. Zij zijn alle gebouwd in neogotische stijl door Cornelis Janssen.

## Galerij

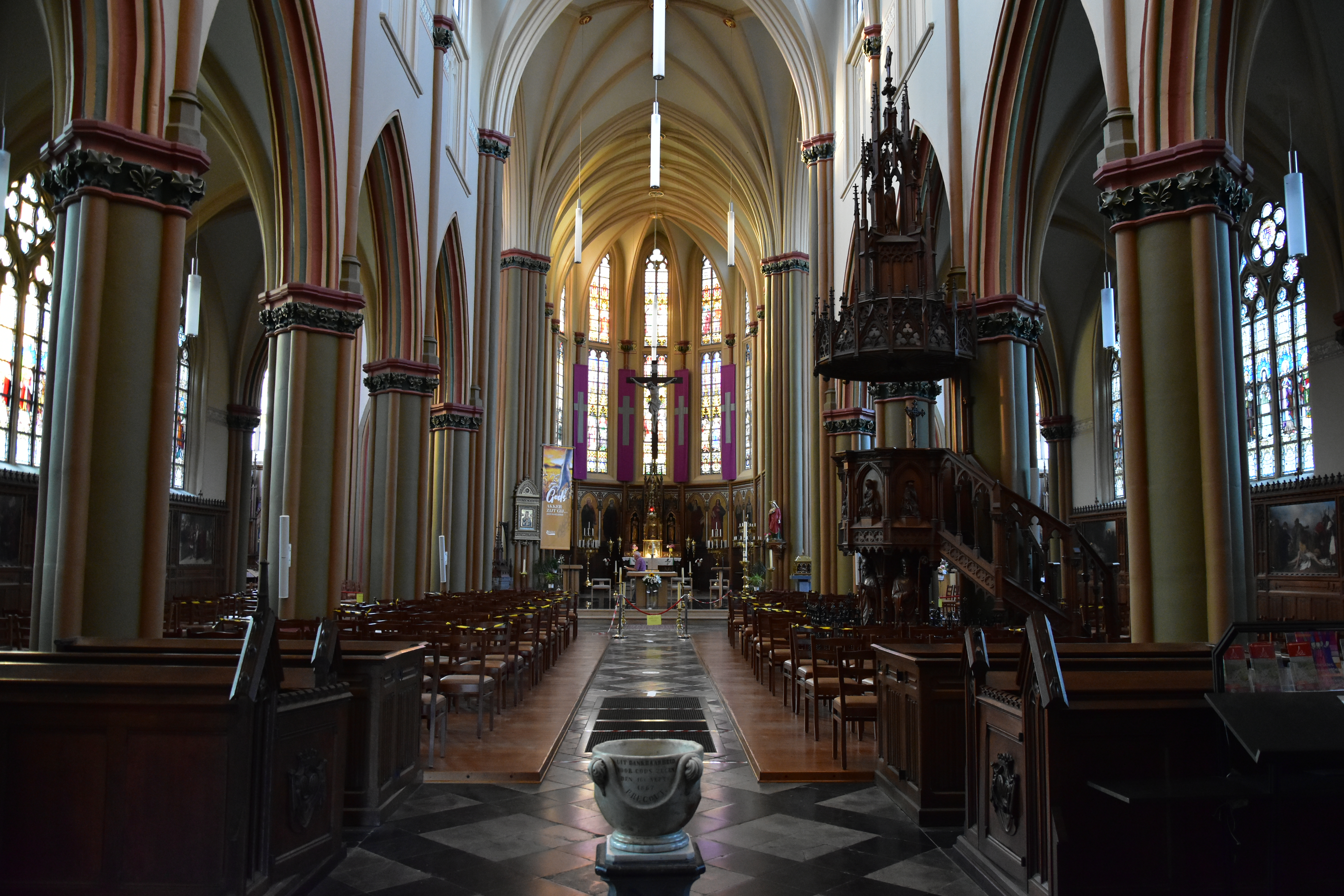
Het schip
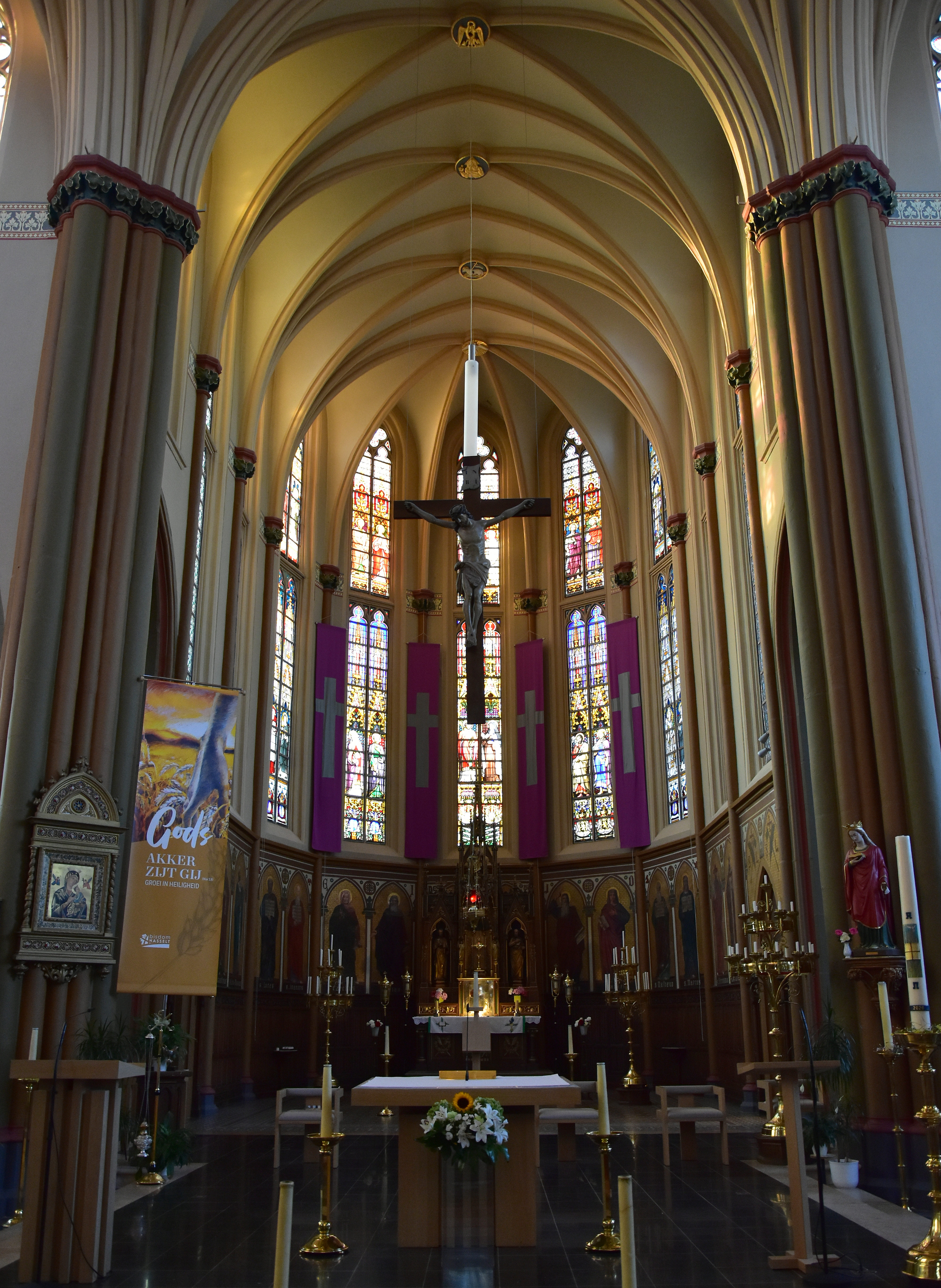
Het priesterkoor
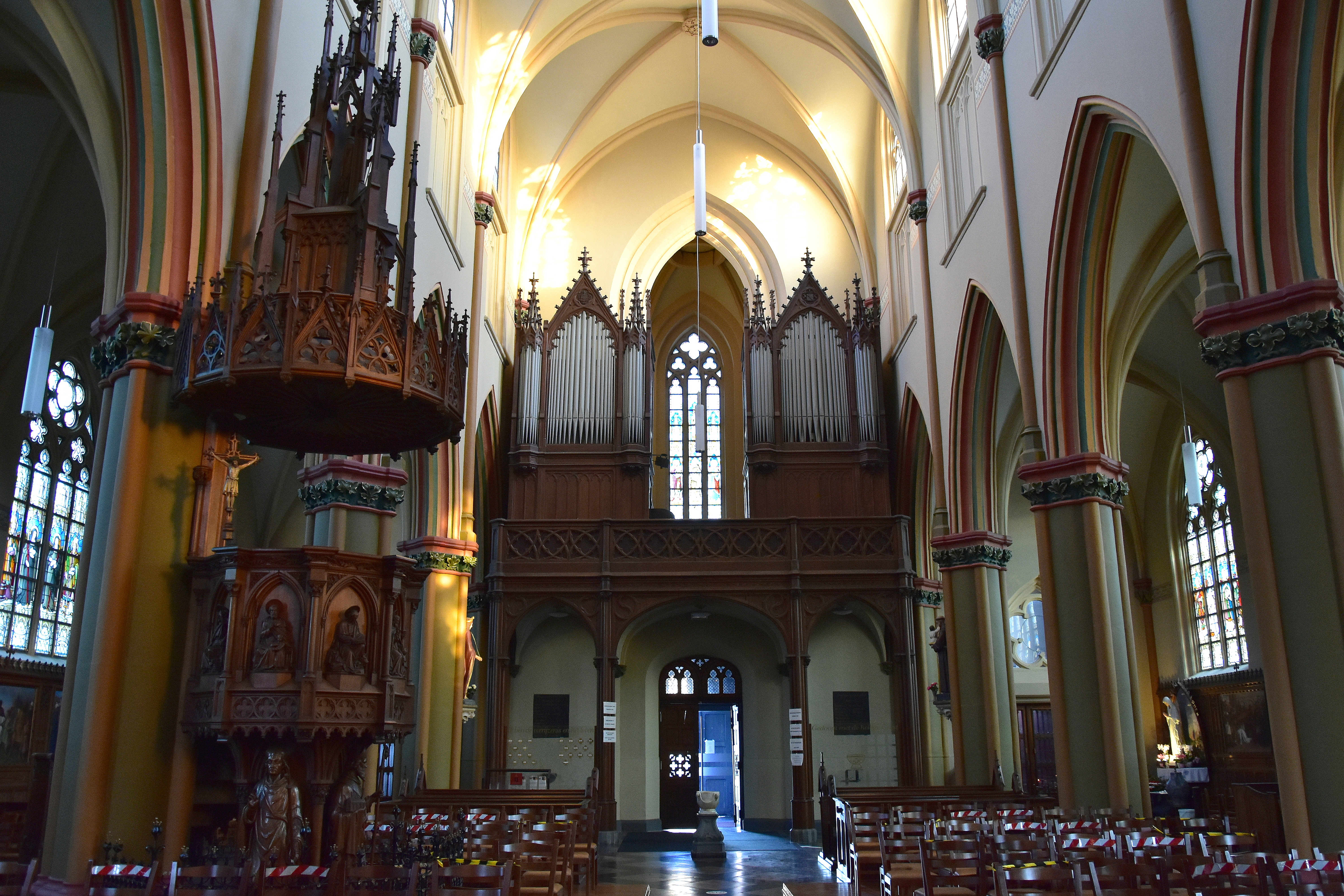
Het kerkorgel en preekstoel
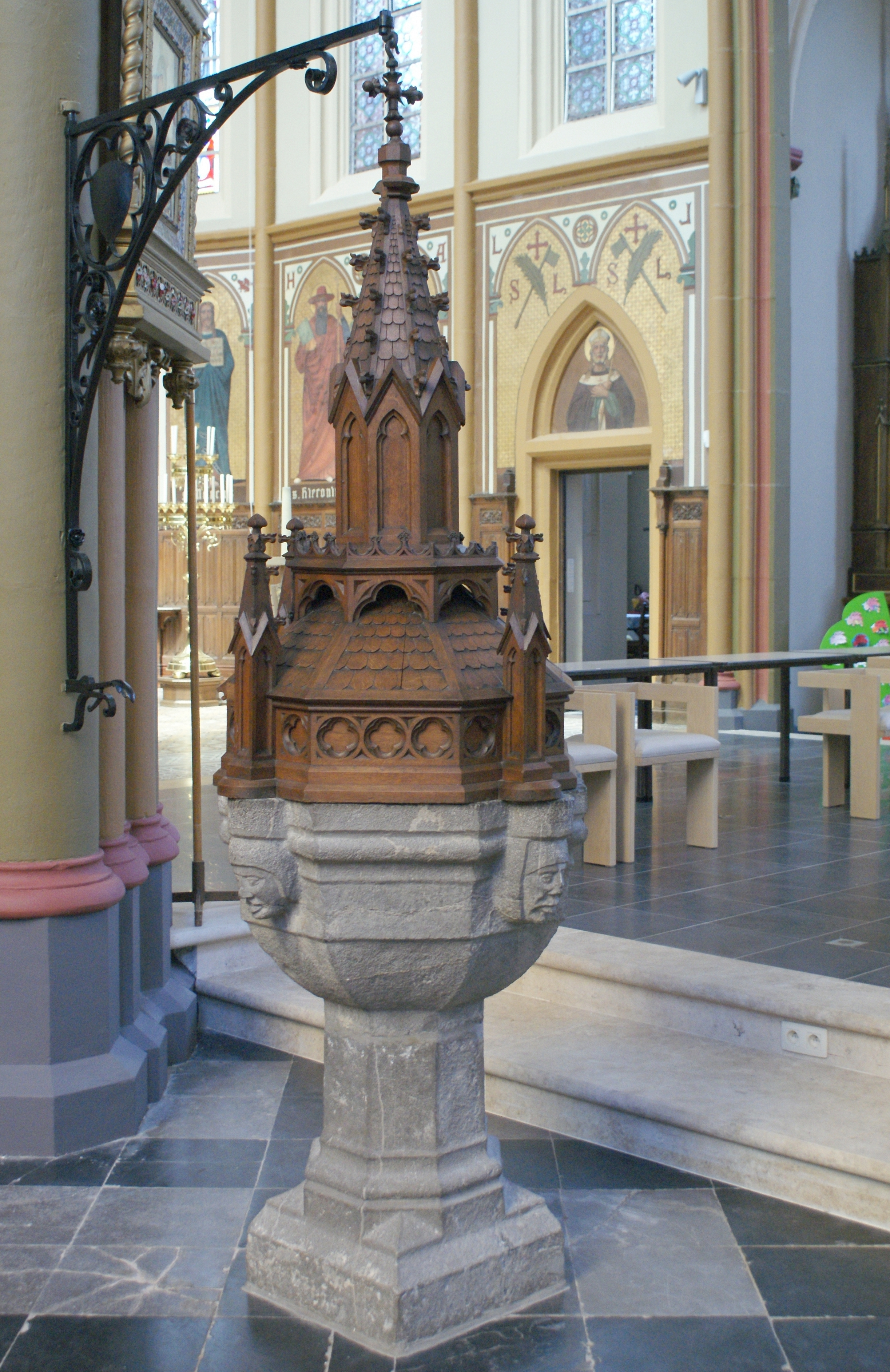
Doopvont uit de 14e eeuw
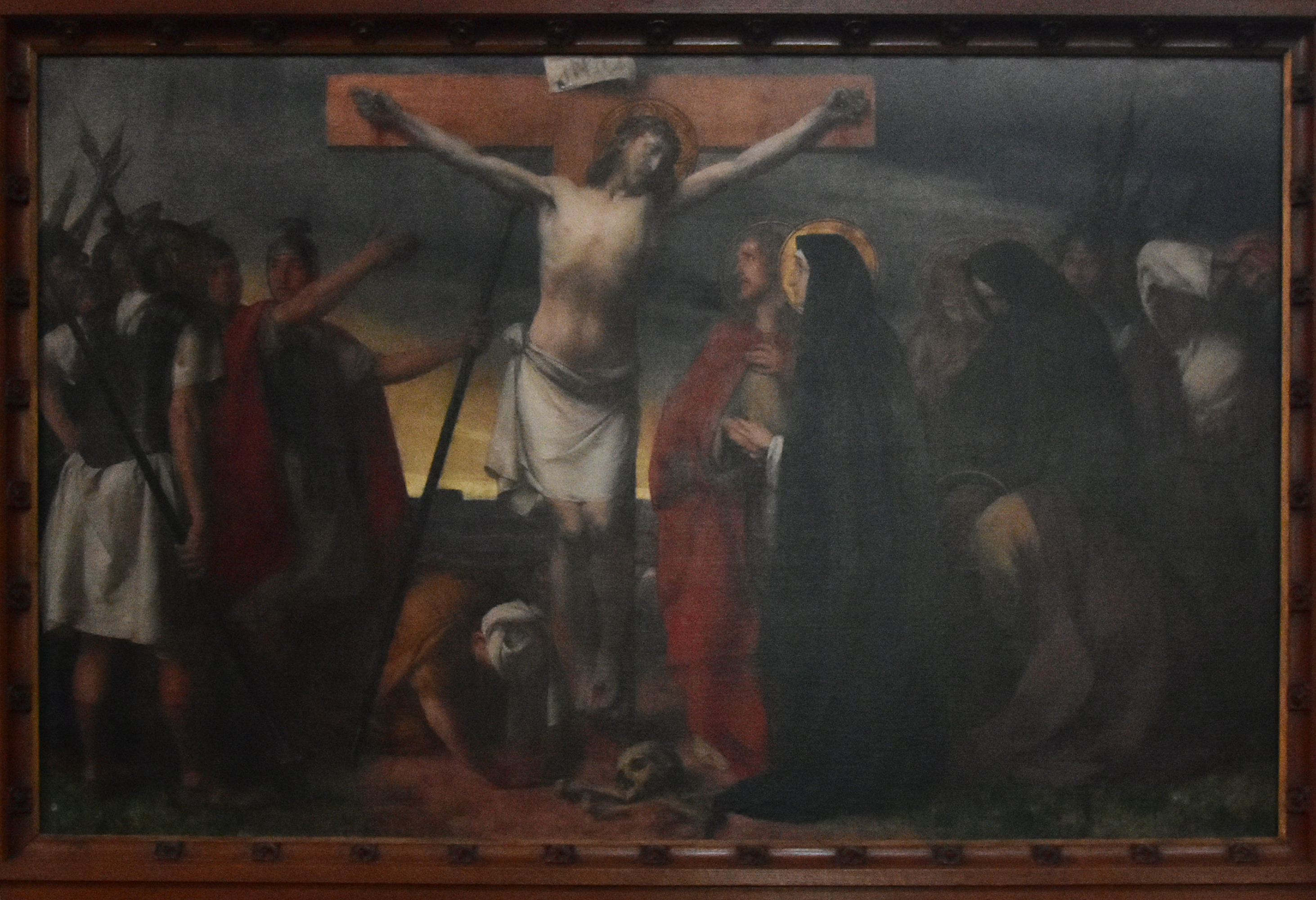
Detail van de kruisweg door Jan-Willem Rosier

### Viering, middenbeuk en doksaal
In de viering staat de doopvont die dateert uit de 14de eeuw.
De neogotische preekstoel is een schenking van de heer Paulissen, destijds voorzitter van de kerkraad. Hij is van de hand van Cornelis Janssen. Een wijwatervat, met wit marmeren bekken, werd in 1867 geschonken door de Maastrichtse industrieel Petrus Regout.
Het kerkorgel werd ontworpen door de Brusselse orgelbouwer Pierre Schyven (1827-1916).